# Béchervaise Island
Béchervaise Island ist die größte Insel der Flat Islands in der Holme Bay an der Mawson-Küste des ostantarktischen Mac-Robertson-Lands.
Norwegische Kartografen kartierten sie anhand von Luftaufnahmen, die bei der Lars-Christensen-Expedition 1936/37 entstanden. Das Antarctic Names Committee of Australia (ANCA) benannte sie 1956 nach dem australischen Polarforscher John Mayston Béchervaise (1910–1998), der gemeinsam mit einer Mannschaft der Australian National Antarctic Research Expeditions im November 1955 der Insel einen Besuch abgestattet hatte.